# Yōmei Bunko

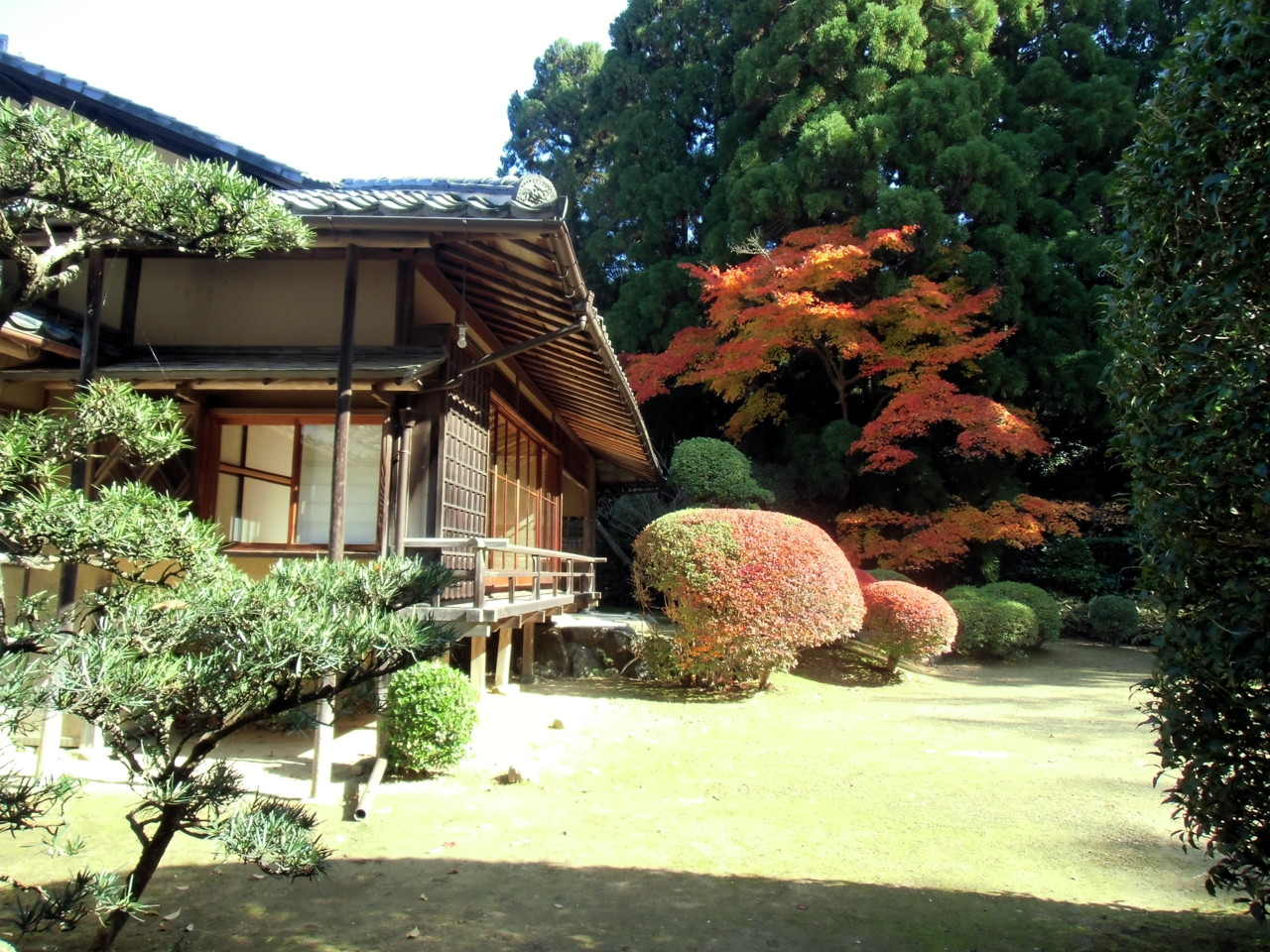
Yōmei Bunko Kozansō

Konoe Fumimaro, Gründer des Yōmei Bunko

Der Yōmei Bunko (japanisch 陽明文庫) in Utanokami Tani-chō, Bezirk Ukyō von Kyoto, ist eine Spezialbibliothek, die alte Dokumente, Aufzeichnungen und klassische Bücher bewahrt und verwaltet, die über viele Jahre an die Familie Konoe weitergegeben wurden, einen direkten Nachkommen der Familie Hokke-Fujiwara, eine der fünf Regentenfamilien. 

## Geschichte
Der Yōmei Bunko wurde 1938 von Konoe Fumimaro (1891–1945) am heutigen Standort gegründet, wobei „Yōmei“ ein anderer Name für die Familie Konoe ist. Aufgrund der Abstammung der Familie Konoe bekleideten die meisten nachfolgenden Generationen wichtige Positionen als Regenten und Kanpaku und legten Residenzen, so dass es unvermeidlich war, dass sie eine große Menge an Aufzeichnungen anhäuften. Auch was akademische Literatur anbetrifft, brachten die Konoe viele herausragende Autoren des Mittelalters und der frühen Neuzeit hervor.
Diese aufeinanderfolgenden Generationen hinterließen viele ihrer eigenen Werke wie Lyrik, japanische Poesie und Renga, transkribierten und sammelten auch Manuskripte wie Geschichten, Gedichte und Kommentare und bemühten sich um die Weitergabe literarischer Materialien. Darüber hinaus hat die Familie Konoe über Generationen hinweg hart daran gearbeitet, diese Aufzeichnungen zu bewahren, indem sie diese beispielsweise während Kriegen wie dem Ōnin-Krieg (1467–1477) umgehend in Sicherheit brachten. So blieb die Sammlung glücklicherweise von jeglichem Schaden durch Zerstreuung verschont. Sie wurde zu einer Fundgrube an historischen Materialien für Hofadlige, die in Quantität und Quantität ihresgleichen sucht.

## Die Sammlung
Die Sammlung umfasst etwa 200.000 Objekte, darunter 8 Nationalschätze und 52 Wichtige Kulturgüter. Es gibt Aufzeichnungen aufeinanderfolgender Kampakus wie „Mido Kanpakuki“ (御堂関白記), das ist Fujiwara no Michinagas Tagebuch, eigene Aufzeichnungen des Fujiwara no Moromichi, historische Materialien im Zusammenhang mit Manor wie „Go-Nijō Kampaku Jiki“ (後二条 関白記), „Miyata no Shō Bunsho“ (宮田庄文書), literarische Materialien wie zehn Bände „Jūmakihon Uta-awase“ (十巻本歌合), „Ruiju Uta-awase“ (類聚歌合), „Kinkafu“ (琴歌譜). Repräsentative Materialien finden sich unter anderem in „Ōte kagami“ (大手鑑), das über 300 alte Handschriften enthält. Weiter gibt es das „Wakan Sho“ (倭漢抄) und das „Kumano Kaishi“ (熊野懐紙).
Der Yōmei Bunko veröffentlichte auch eigene Publikationen, darunter „Yōmei Sōsho – Kokusho-hen“ (陽明叢書・国書篇), „Yōmei Sōsho – Kiroku Bunsho-hen“ (陽明叢書・記録文書篇), „Kokuhō Ōte-kan“ (国宝大手鑑) und „Yomei Bokuhō“ (陽明墨宝).

## Bilder

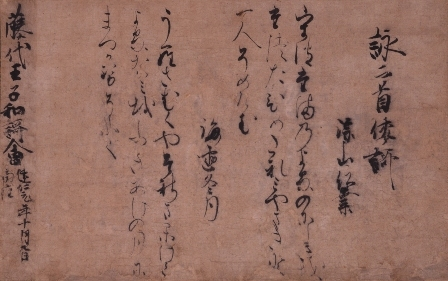
Kumano-kaishi, Eintrag des Kaisers Go-Toba
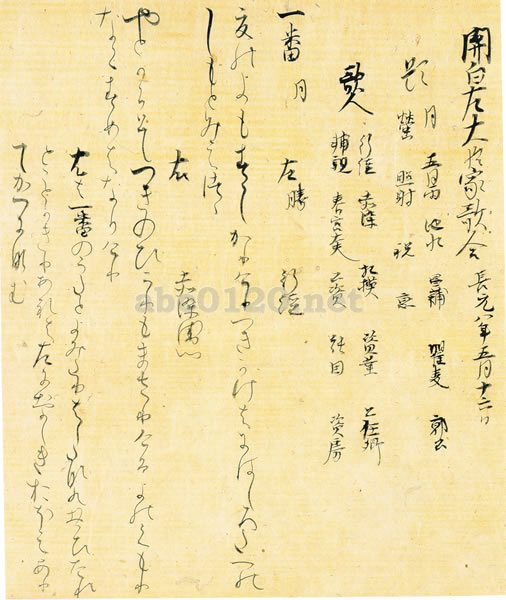
Ruiju Uta-awase
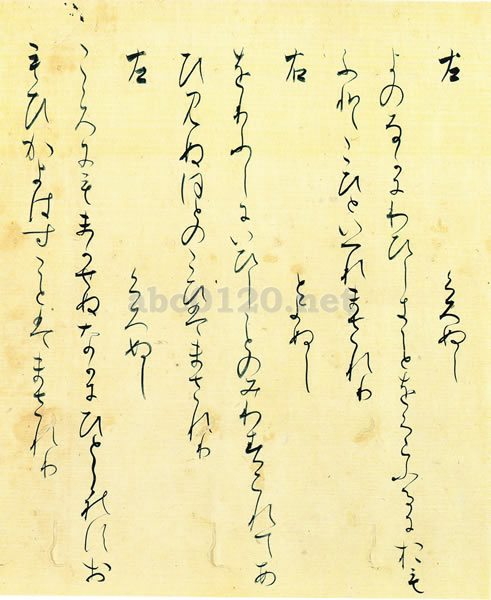
Uta-awase